# Kovarce
Kovarce é um município da Eslováquia, situado no distrito de Topoľčany, na região de Nitra. Tem 25,04 km² de área e sua população em 2018 foi estimada em 1.592 habitantes.

## Demografia
| Ano:        | 1994 | 2004   | 2014   | 2024   |
| ----------- | ---- | ------ | ------ | ------ |
| Broj ljudi: | 1623 | 1577   | 1612   | 1515   |
| Razlika:    |      | -2,83% | +2,21% | -6,01% |

| Ano:               | 2023 | 2024   |
| ------------------ | ---- | ------ |
| Número de pessoas: | 1527 | 1515   |
| Diferença:         |      | -0,78% |